# 日枝神社 (横浜市南区)

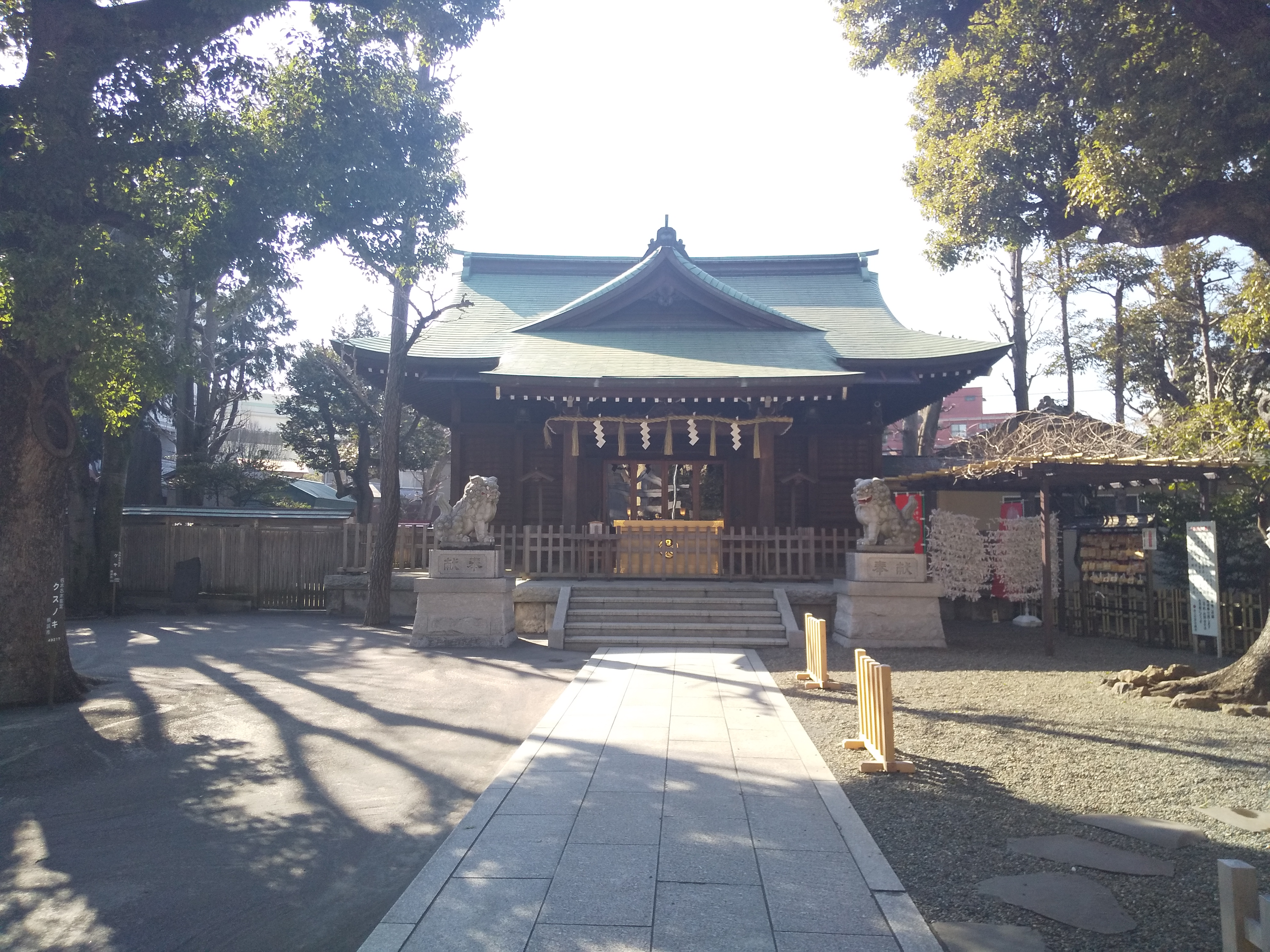
拝殿

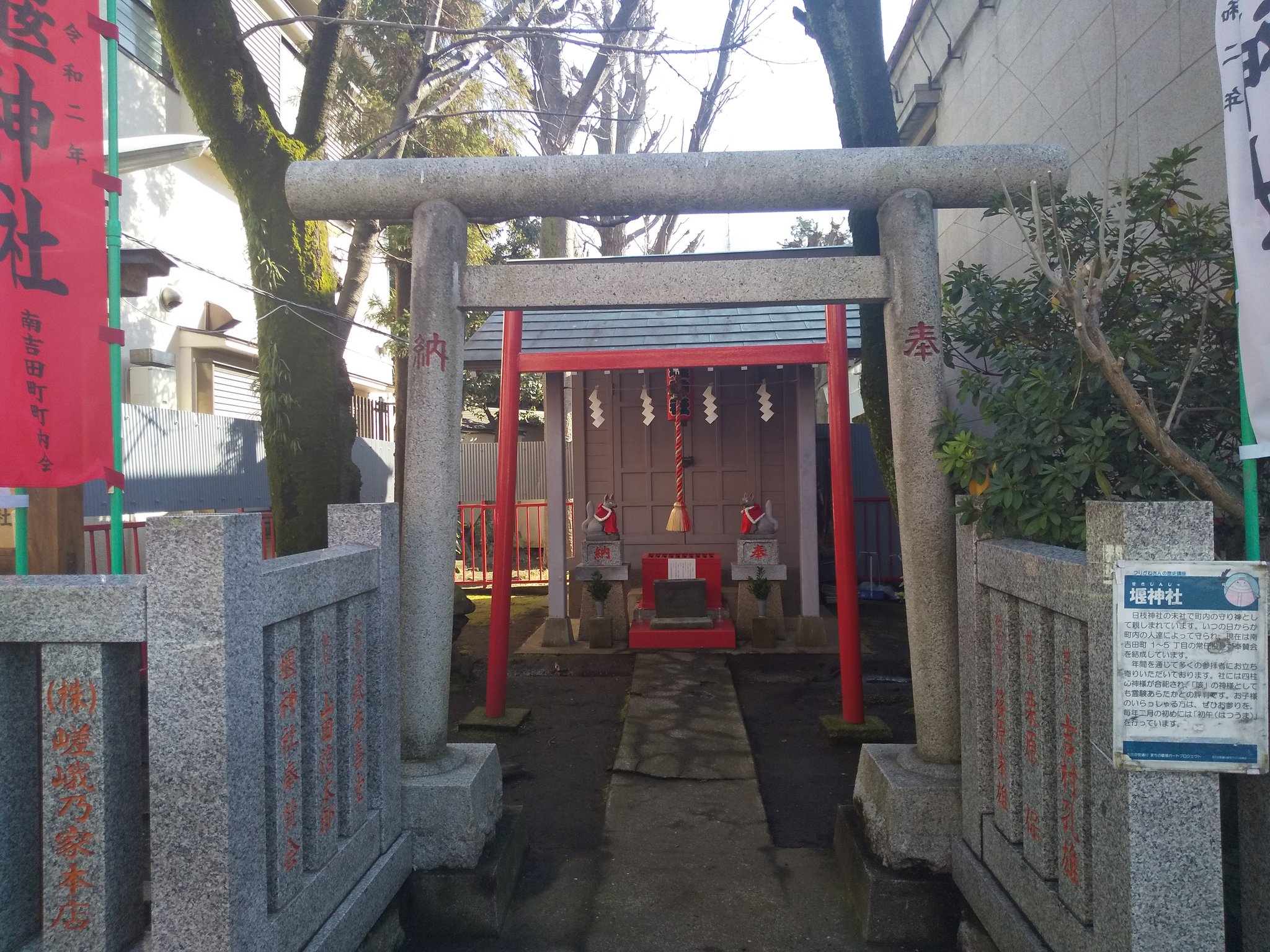
堰神社

日枝神社（ひえじんじゃ）は、横浜市南区にある神社。旧村社で吉田新田（横浜関外地区40余ヶ町）の総鎮守。秋祭りは「かながわのまつり50選」にも選ばれ、横浜市内屈指の規模を誇る。通称お三の宮。

## 祭神
- 大山咋命
- 宇迦之御魂命

## 歴史
- 寛文13年（1673年）9月10日 吉田新田の開発者・吉田勘兵衛良信が江戸山王権現の分霊を勧進して創建。
- 昭和20年 (1945年) 5月29日 横浜大空襲にて米軍の攻撃目標となる。そのため、この周囲は特に焼夷弾の被害を大きく受けたという。
- 昭和52年（1977年）6月25日 稲荷神社を合祀。
- 平成25年（2013年）ご鎮座340年を奉祝し、鳥居の上に合掌形の破風のついた日枝神社特有の「山王鳥居」を建立。
- 平成29年（2017年）吉田新田完成350周年を記念して、手水舎を新設。

## 境内
- 拝殿・本殿
- 神楽殿：旧稲荷神社の社殿の一部を改装したもの。
- 堰神社：元々は新田の用水取り入れ口にあった。
- お三の宮日枝幼稚園

## 祭事・年中行事
- 例大祭 9月敬老の日の直前の金・土・日曜日。
  - 「大神輿御巡行」     横浜随一の大神輿（通称「千貫神輿」）が1日かけて氏子町内を巡行する。
  - 「町内神輿連合渡御」  奇数年に行われる本祭では氏子30か町約50基の町神輿が伊勢佐木町まで練り歩く。

## 氏子地域
- 中区曙町
- 中区伊勢佐木町
- 中区扇町
- 中区翁町
- 中区寿町
- 中区末吉町
- 中区千歳町
- 中区長者町
- 中区万代町
- 中区福富町
- 中区富士見町
- 中区不老町
- 中区蓬莱町
- 中区松影町
- 中区三吉町
- 中区山田町
- 中区山吹町
- 中区弥生町
- 中区吉田町
- 中区吉浜町
- 中区若葉町
- 南区浦舟町
- 南区永楽町
- 南区山王町
- 南区白妙町
- 南区新川町
- 南区高砂町
- 南区高根町
- 南区日枝町
- 南区二葉町
- 南区真金町
- 南区万世町
- 南区南吉田町
- 南区吉野町

氏子地域内の南区真金町には別途金刀比羅・大鷲神社が存在する。

旧吉田新田内において、中区の羽衣町と末吉町の二町は含まれていない。

## 所在地・交通
神奈川県横浜市南区山王町5-32
- 横浜市営地下鉄ブルーライン吉野町駅から徒歩3分。
- 京急本線南太田駅から徒歩3分
- 横浜市営バス・神奈川中央交通・江ノ電バスお三の宮バス停すぐ

## 備考
- 「お三の宮」の由来については諸説ある。
  - 山王社なので「さんのうのみや」から「おさんのみや」に転訛したもの。（神社公式）
  - 日枝神社が近江二十一社の大宮・二の宮・三の宮と三社を祭っていることから、こう呼ばれたもの。
  - 吉田勘兵衛が吉田新田建設時に三巻の大乗教の経本を埋納したことにちなむもの。
  - 吉田新田建設の際の「おさん」という女性の人柱伝説によるもの。